# Salinas Grandes (Jujuy och Salta)
Salinas Grandes är en saltslätt i Argentina. Den ligger på cirka 3400 meters höjd i den norra delen av landet, 1 400 km nordväst om huvudstaden Buenos Aires. Ur saltslätten utvinns bland annat litium och kalium.